# ルイス・ソカレキス
ルイス・ソカレキスもしくはチーフ・ソカレキス（Louis Francis "Chief" Sockalexis, 1871年10月24日 - 1913年12月24日）は、アメリカ合衆国メーン州オールドタウン出身のプロ野球選手（右翼手）。右投げ左打ち。
ニックネームは"The Deerfoot of the Diamond"。メジャーリーグに初めて登場したインディアンの選手とされ、クリーブランド・インディアンズの愛称の元となったと言われている選手。

## 経歴
ソカレキスはペノブスコット族インディアンである。メーン州のオールドタウンの郊外にある「ペノブスコット・インディアン島保留地（Reservation）」に生まれた。彼の祖父は部族の「熊の氏族」の酋長だった。
青年になってからその並外れた運動能力を示し、特にその肩の強さについて、巾180メートル以上あるペノブスコット川の対岸まで野球のボールを投げた、といった逸話を残すほどだった。在学していたホーリークロス・カレッジとノートルダム・カレッジでは投手・外野手をつとめ、チームの中心選手として活躍した。一度ハーバード大学の二人の教授が、ソカレキスの外野からの遠投の距離を計測したことがあり、その時は約126メートル投げたと記録されている。
25歳になった1897年、ソカレキスはクリーブランド・スパイダーズとプロ契約し入団する。その年は66試合に出場し、打率は.338、8本の三塁打と42打点,16盗塁などオールラウンドの活躍をし、その才能を世間に広くしられることとなった。後にニューヨーク・ジャイアンツの監督となるジョン・マグローも、当時のソカレキスの才能に目をつけていた一人だったそうである。
しかしソカレキスには在学中から飲酒癖があり、それが元で野球選手としては長く活躍できなかった（インディアン民族には酒造・飲酒の文化が無いため、過度の飲酒に耽る傾向があり、こういった例は多い）。1897年の7月4日、パーティーで泥酔したソカレキスは家の二階から飛び降り、その時にひどく足首を痛めてしまう。以後のソカレキスは1899年まで散発的に試合に出るだけになり、1899年の5月13日を最後にスパイダーズから退団した。退団後はペノブスコット族の保留地に戻り少年たちに野球を教えていたという。
1913年、ソカレキスは42歳で心臓麻痺によりメーン州で死去する。2年後の1915年に、当時のクリーブランド・ナップスが新たな愛称を公募した際、チームの愛称は『インディアンス』となったが、当時球団とメジャーリーグ機構は、愛称採用の理由をソカレキスの活躍を讃えるものである、と説明している。埋葬当時のソカレキスの墓は、目印に木製の十字架がたっていただけだったそうだが、1934年にメーン州が石の墓標を立て直している。
なお彼の甥にあたるアンドリュー・ソカレキスは、1912年のストックホルムオリンピックにマラソン選手として出場し4位入賞、また1912年と1913年のボストンマラソンで2位に入っている。

## 詳細情報

### 年度別打撃成績
| 年 度    | 球 団    | 試 合 | 打 席 | 打 数 | 得 点 | 安 打 | 二 塁 打 | 三 塁 打 | 本 塁 打 | 塁 打 | 打 点 | 盗 塁 | 盗 塁 死 | 犠 打 | 犠 飛 | 四 球 | 敬 遠 | 死 球 | 三 振 | 併 殺 打 | 打 率 | 出 塁 率 | 長 打 率 | O P S |
| -------- | -------- | ----- | ----- | ----- | ----- | ----- | -------- | -------- | -------- | ----- | ----- | ----- | -------- | ----- | ----- | ----- | ----- | ----- | ----- | -------- | ----- | -------- | -------- | ----- |
| 1897     | CLV      | 66    | 303   | 278   | 43    | 94    | 9        | 8        | 3        | 128   | 42    | 16    | --       | 4     | --    | 18    | --    | 3     | 38    | --       | .338  | .385     | .460     | .845  |
| 1898     | CLV      | 21    | 69    | 67    | 11    | 15    | 2        | 0        | 0        | 17    | 10    | 0     | --       | 0     | --    | 1     | --    | 1     | 8     | --       | .224  | .246     | .254     | .500  |
| 1899     | CLV      | 7     | 23    | 22    | 0     | 6     | 1        | 0        | 0        | 7     | 3     | 0     | --       | 0     | --    | 1     | --    | 0     | 2     | --       | .273  | .304     | .318     | .623  |
| MLB：3年 | MLB：3年 | 94    | 395   | 367   | 54    | 115   | 12       | 8        | 3        | 152   | 55    | 16    | --       | 4     | --    | 20    | --    | 4     | 48    | --       | .313  | .355     | .414     | .770  |

- 「-」は記録なし